# Melay (Maine-et-Loire)
Melay ist eine Ortschaft und ehemalige Gemeinde mit 1608 Einwohnern (Stand: 1. Januar 2022) im französischen Département Maine-et-Loire in der Region Pays de la Loire. Sie gehörte zum Arrondissement Cholet. Die Bewohner werden Melayons und Melayonnes genannt.
Der Erlass des Präfekten vom 12. November 2012 legte mit Wirkung zum 1. Januar 2013 die Eingliederung von Melay als Commune déléguée zusammen mit der früheren Gemeinde Chemillé zur Commune nouvelle Chemillé-Melay fest.
Der Erlass des Präfekten vom 24. September 2015 legte mit Wirkung zum 15. Dezember 2015 die Eingliederung von Melay als Commune déléguée gemeinsam mit Chemillé und elf bis dahin selbstständigen Gemeinden fest. Die bisherige Commune nouvelle Chemillé-Melay wurde hiermit aufgelöst.

## Geografie

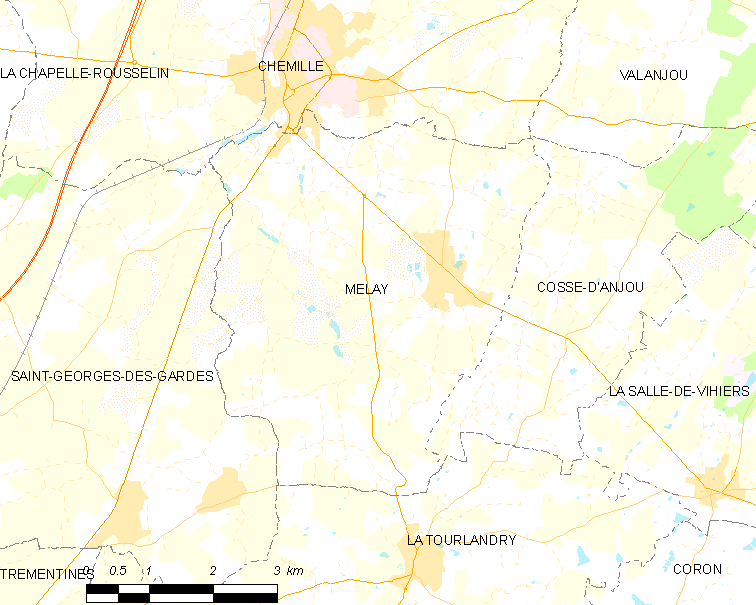
Karte von Melay

Melay liegt etwa 34 Kilometer südsüdwestlich von Angers, etwa 48 Kilometer westsüdwestlich von Saumur und etwa 19 Kilometer nordöstlich von Cholet in der Région naturelle der Mauges, Teil der historischen Provinz des Anjou. Das Gebiet von Melay liegt im äußersten Südosten des Armorikanischen Massivs inmitten einer hügeligen Landschaft mit einem südlich des Ortszentrums gelegenen Höhenzug, bei dem mit über 202 m die höchste Erhebung des Orts gemessen wird. Das Zentrum befindet sich auf 120 m Höhe. Das Ortsgebiet wird vom Ruisseau de la Malaiserie, vom zeitweise trockenfallenden Ruisseau de Chizé und von einem kleineren, Fischteiche speisenden Bach entwässert.
Umgeben wird Melay von fünf Communes déléguées von Chemillé-en-Anjou:
|                          | Chemillé                                    | Valanjou (Berührungspunkt) |
| Saint-Georges-des-Gardes | Kompassrose, die auf Nachbargemeinden zeigt | Cossé-d’Anjou              |
|                          | La Tourlandry                               |                            |

## Toponymie und Geschichte
In einer ersten Erwähnung in den Schriften erschien der Ort 1019 unter dem Namen Melei.
Das Lehen von Melay gehörte zu Chemillé. Das Haus der Lehnsherrenfamilie, „La Cour de Melay“ genannt, befand sich südöstlich des Dorfzentrums. Im 16. Jahrhundert gehörte es der Familie gleichen Namens. Im Jahre 1600 gelangte es über einen Gebietstausch in die Hände von François Rigault, Seigneur von Bouzillé. Das Schloss wurde Sitz des Lehens und La Cour de Melay wurde aufgegeben.
Während der Französischen Revolution richtete eine Höllenkolonne, die vom Nationalkonvent angeordneten Maßnahmen zur Niederschlagung des Aufstands in der Vendée umsetzte, ein Massaker unter der Dorfbevölkerung an. Die Pfarrkirche Saint-Pierre wurde am 25. Januar 1794 dabei in Brand gesteckt. Die Überreste wurden zusammen mit dem Pfarrhaus als Nationalgut an die Dorfbewohner verkauft.

## Bevölkerungsentwicklung
| Melay: Einwohnerzahlen von 1793 bis 2020                                                                                   | Melay: Einwohnerzahlen von 1793 bis 2020 | Melay: Einwohnerzahlen von 1793 bis 2020 | Melay: Einwohnerzahlen von 1793 bis 2020 | Melay: Einwohnerzahlen von 1793 bis 2020 |
| --- | ---------------------------------------- | ---------------------------------------- | ---------------------------------------- | ---------------------------------------- |
| Jahr |                                          |                                          |                                          | Einwohner                                |
| 1793 | 1793                                     |                                          | 1.298                                    | 1.298                                    |
| 1800 | 1800                                     |                                          | 948                                      | 948                                      |
| 1806 | 1806                                     |                                          | 960                                      | 960                                      |
| 1821 | 1821                                     |                                          | 1.137                                    | 1.137                                    |
| 1831 | 1831                                     |                                          | 1.258                                    | 1.258                                    |
| 1836 | 1836                                     |                                          | 1.257                                    | 1.257                                    |
| 1841 | 1841                                     |                                          | 1.204                                    | 1.204                                    |
| 1846 | 1846                                     |                                          | 1.366                                    | 1.366                                    |
| 1851 | 1851                                     |                                          | 1.459                                    | 1.459                                    |
| 1856 | 1856                                     |                                          | 1.500                                    | 1.500                                    |
| 1861 | 1861                                     |                                          | 1.430                                    | 1.430                                    |
| 1866 | 1866                                     |                                          | 1.394                                    | 1.394                                    |
| 1872 | 1872                                     |                                          | 1.290                                    | 1.290                                    |
| 1876 | 1876                                     |                                          | 1.291                                    | 1.291                                    |
| 1881 | 1881                                     |                                          | 1.252                                    | 1.252                                    |
| 1886 | 1886                                     |                                          | 1.310                                    | 1.310                                    |
| 1891 | 1891                                     |                                          | 1.194                                    | 1.194                                    |
| 1896 | 1896                                     |                                          | 1.127                                    | 1.127                                    |
| 1901 | 1901                                     |                                          | 1.083                                    | 1.083                                    |
| 1906 | 1906                                     |                                          | 1.060                                    | 1.060                                    |
| 1911 | 1911                                     |                                          | 1.080                                    | 1.080                                    |
| 1921 | 1921                                     |                                          | 1.014                                    | 1.014                                    |
| 1926 | 1926                                     |                                          | 1.035                                    | 1.035                                    |
| 1931 | 1931                                     |                                          | 1.051                                    | 1.051                                    |
| 1936 | 1936                                     |                                          | 1.024                                    | 1.024                                    |
| 1946 | 1946                                     |                                          | 1.028                                    | 1.028                                    |
| 1954 | 1954                                     |                                          | 1.054                                    | 1.054                                    |
| 1962 | 1962                                     |                                          | 1.039                                    | 1.039                                    |
| 1968 | 1968                                     |                                          | 1.030                                    | 1.030                                    |
| 1975 | 1975                                     |                                          | 1.086                                    | 1.086                                    |
| 1982 | 1982                                     |                                          | 1.303                                    | 1.303                                    |
| 1990 | 1990                                     |                                          | 1.424                                    | 1.424                                    |
| 1999 | 1999                                     |                                          | 1.420                                    | 1.420                                    |
| 2006 | 2006                                     |                                          | 1.559                                    | 1.559                                    |
| 2013 | 2013                                     |                                          | 1.635                                    | 1.635                                    |
| 2020 | 2020                                     |                                          | 1.575                                    | 1.575                                    |
| Quelle(n): EHESS/Cassini bis 1999, INSEE ab 2006 Anmerkung(en): Ab 1962 offizielle Zahlen ohne Einwohner mit Zweitwohnsitz |                                          |                                          |                                          |                                          |

Der Bevölkerungsrückgang am Ende des 18. und zu Beginn des 19. Jahrhunderts ist eine Folge der Unruhen im Rahmen des Aufstands der Vendée.

## Sehenswürdigkeiten
- Pfarrkirche Saint-Pierre, im 19. Jahrhundert neu gebaut
- Kapelle Les Martyrs aus dem Jahr 1875
- Schloss Bouzillé aus dem 16. Jahrhundert
- Oratorium Notre-Dame-du-Moulin im Weiler la Bottière, errichtet 1859
- Moulins de Nauvat, zwei ehemalige Windmühlen

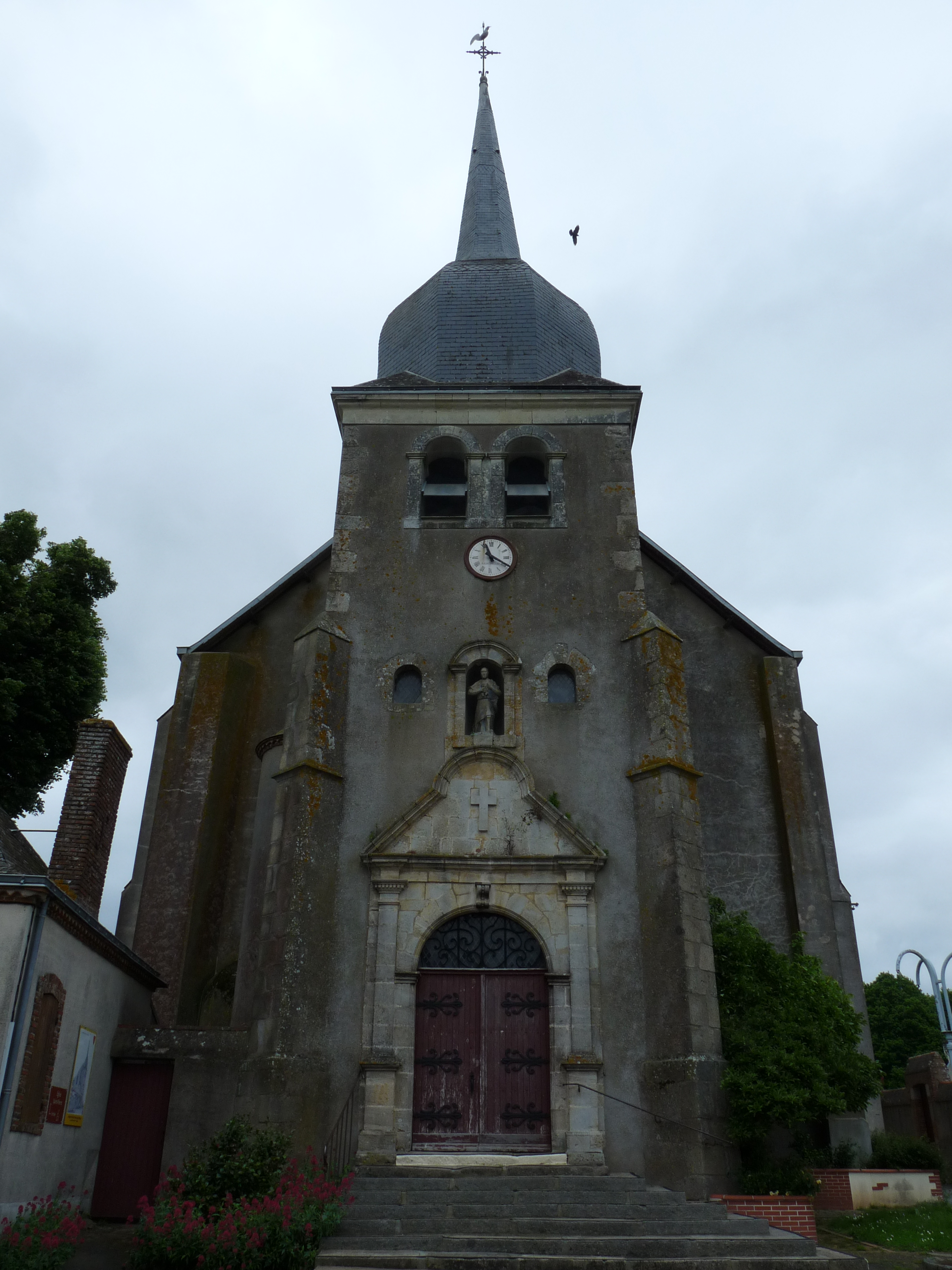
Pfarrkirche Saint-Pierre
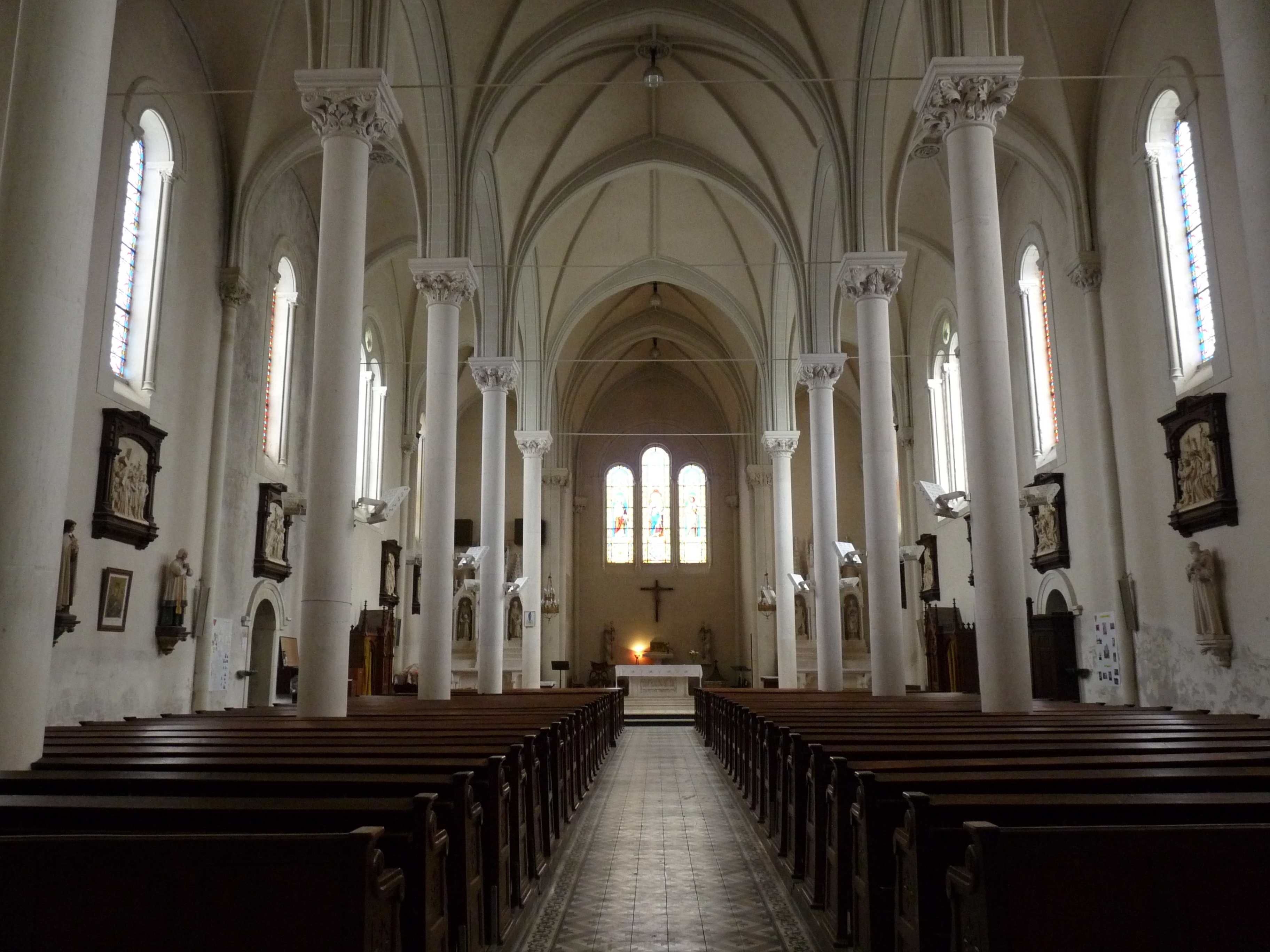
Innenraum
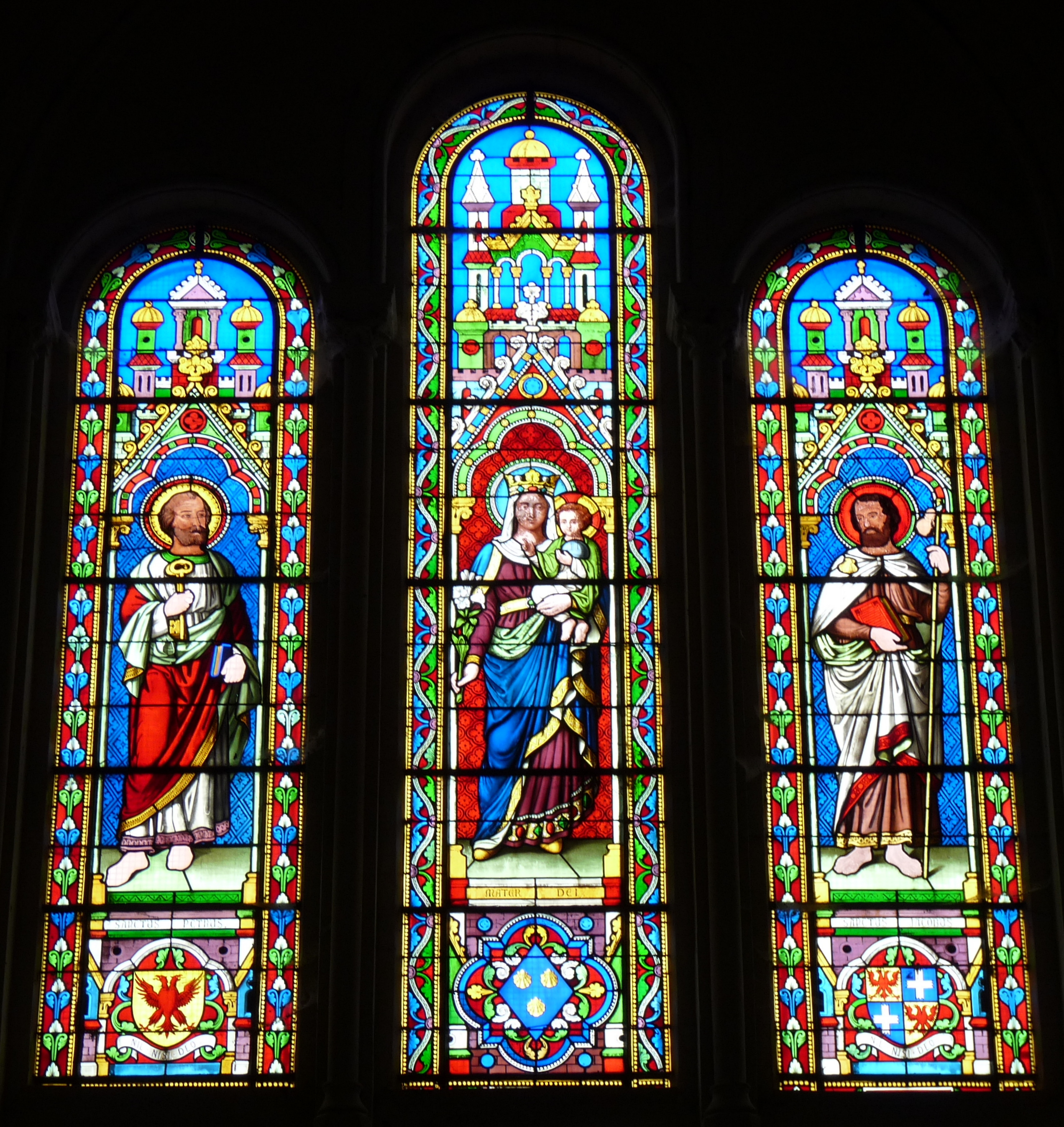
Bleiglasfenster